# Богдэнешть
Богдэнешть,  также Богданешты (рум. Bogdănești) — село в Бричанском районе Молдавии. Является административным центром коммуны Богдэнешть, включающей также сёла Безеда и Гримешть.

## География
Село расположено на высоте 128 метров над уровнем моря.

## Население
По данным переписи населения 2004 года, в селе Богдэнешть проживает 509 человек (244 мужчины, 265 женщин).
Этнический состав села:
| Национальность | Число жителей | Процентный состав |
| -------------- | ------------- | ----------------- |
| украинцы       | 411           | 80.75             |
| молдаване      | 57            | 11.2              |
| русские        | 30            | 5.89              |
| румыны         | 3             | 0.59              |
| поляки         | 2             | 0.39              |
| гагаузы        | 1             | 0.2               |
| прочие         | 5             | 0.98              |
| Всего          | 509           | 100%              |

## Общая информация
Село расположено на севере Молдавии, на левом берегу Прута возле границы с Румынией. В коммуне, в селе Богдэнешть имеется гимназия 9-летнего обучения. Также на территории коммуны, в административном центре Богдэнешть имеется и детский сад «Колокольчик».